# FGF9
FGF9 (англ. Fibroblast growth factor 9) – білок, який кодується однойменним геном, розташованим у людей на короткому плечі 13-ї хромосоми. Довжина поліпептидного ланцюга білка становить 208 амінокислот, а молекулярна маса — 23 441.
| 10         |  | 20         |  | 30         |  | 40         |  | 50         |
| ---------- |  | ---------- |  | ---------- |  | ---------- |  | ---------- |
| MAPLGEVGNY |  | FGVQDAVPFG |  | NVPVLPVDSP |  | VLLSDHLGQS |  | EAGGLPRGPA |
| VTDLDHLKGI |  | LRRRQLYCRT |  | GFHLEIFPNG |  | TIQGTRKDHS |  | RFGILEFISI |
| AVGLVSIRGV |  | DSGLYLGMNE |  | KGELYGSEKL |  | TQECVFREQF |  | EENWYNTYSS |
| NLYKHVDTGR |  | RYYVALNKDG |  | TPREGTRTKR |  | HQKFTHFLPR |  | PVDPDKVPEL |
| YKDILSQS   |  |            |  |            |  |            |  |            |

A: Аланін

C: Цистеїн

D: Аспарагінова кислота

E: Глутамінова кислота

F: Фенілаланін

G: Гліцин

H: Гістидин

I: Ізолейцин

K: Лізин

L: Лейцин

M: Метіонін

N: Аспарагін

P: Пролін

Q: Глутамін

R: Аргінін

S: Серин

T: Треонін

V: Валін

W: Триптофан

Кодований геном білок за функціями належить до факторів росту, мітогенів, білків розвитку. 
Задіяний у такому біологічному процесі, як диференціація клітин. 
Білок має сайт для зв'язування з молекулою гепарину. 
Секретований назовні.